# Praecipua
Praecipua (46 Leonis Minoris / 46 LMi / HD 94264) es una estrella de magnitud aparente +3,79 en la pequeña constelación de Leo Minor. Es la única estrella que, siendo conocida por su denominación de Flamsteed —carece de letra griega—, ocupa el primer puesto por brillo dentro de su constelación. Praecipua es un nombre relativamente moderno y proviene del término en latín que significa «jefe» o «primero», aludiendo a su condición de estrella más brillante. Se encuentra a 98 años luz de distancia del sistema solar.
Praecipua es una gigante naranja de tipo espectral K0III con una temperatura superficial de 4690 K. La medida directa de su diámetro angular mediante interferometría —0,00254 segundos de arco— da como resultado un radio 8,2 veces más grande que el del Sol, por debajo de la media de las estrellas gigantes. Su luminosidad es 32 veces mayor que la luminosidad solar y su masa estimada es un 50% mayor que la del Sol.
Tiene un contenido metálico inferior al solar, siendo su índice de metalicidad [Fe/H] = -0,12.
Praecipua es una posible estrella variable —recibe la denominación de variable provisional NSV 4999— con una pequeña variación en su brillo de 0,05 magnitudes.
Asimismo, es miembro del grupo de Wolf 630.